# Tirreno-Adriatico 1981
La Tirreno-Adriatico 1981, sedicesima edizione della corsa, si svolse dal 14 al 19 marzo 1981 su un percorso di 835 km, suddiviso su 5 tappe, precedute da un prologo. La vittoria fu appannaggio dell'italiano Francesco Moser, che completò il percorso in 21h00'38", precedendo i connazionali Raniero Gradi e Marino Amadori.
I corridori che hanno tagliato il traguardo di San Benedetto del Tronto furono 33+.

## Tappe
| Tappa  | Data     | Percorso                                     | km    | Vincitore di tappa | Leader cl. generale |
| ------ | -------- | -------------------------------------------- | ----- | ------------------ | ------------------- |
| Pr.    | 14 marzo | Roma (cron. individuale)                     | 4,3   | Francesco Moser    | Francesco Moser     |
| 1ª     | 15 marzo | Roma > Chianciano Terme                      | 205   | Marino Amadori     | Marino Amadori      |
| 2ª     | 16 marzo | Chianciano Terme > Civitanova Marche         | 222   | Giuseppe Saronni   | Marino Amadori      |
| 3ª     | 17 marzo | Civitanova Marche > Montegiorgio             | 183,7 | Giuseppe Saronni   | Marino Amadori      |
| 4ª     | 18 marzo | Corropoli > Nereto                           | 202   | Raniero Gradi      | Marino Amadori      |
| 5ª     | 19 marzo | San Benedetto del Tronto (cron. individuale) | 18    | Roy Schuiten       | Francesco Moser     |
| Totale | Totale   | Totale                                       | 835   |                    |                     |

## Classifiche finali

### Classifica generale - Maglia azzurra
| Pos. | Corridore           | Squadra              | Tempo     |
| ---- | ------------------- | -------------------- | --------- |
| 1    | Francesco Moser     | Famcucine            | 21h00'38" |
| 2    | Raniero Gradi       | Sammontana           | a 35"     |
| 3    | Marino Amadori      | Magniflex-Olmo       | a 58"     |
| 4    | Stefan Mutter       | Cilo-Aufina          | a 1'12"   |
| 5    | Bruno Leali         | Inoxpran             | a 2'06"   |
| 6    | Maurice Le Guilloux | Renault-Elf          | s.t.      |
| 7    | Henk Lubberding     | TI-Raleigh           | a 2'15"   |
| 8    | Alfio Vandi         | Selle San Marco      | a 2'18"   |
| 9    | Claudio Bortolotto  | Santini-Selle Italia | a 2'24"   |
| 10   | Josef Fuchs         | Cilo-Aufina          | a 2'43"   |